# Parco archeologico di Tremona Castello
Il parco archeologico di Tremona Castello si trova in Svizzera, nella frazione Tremona località Castello del comune di Mendrisio. Il parco è stato inaugurato a settembre 2016.

## Descrizione

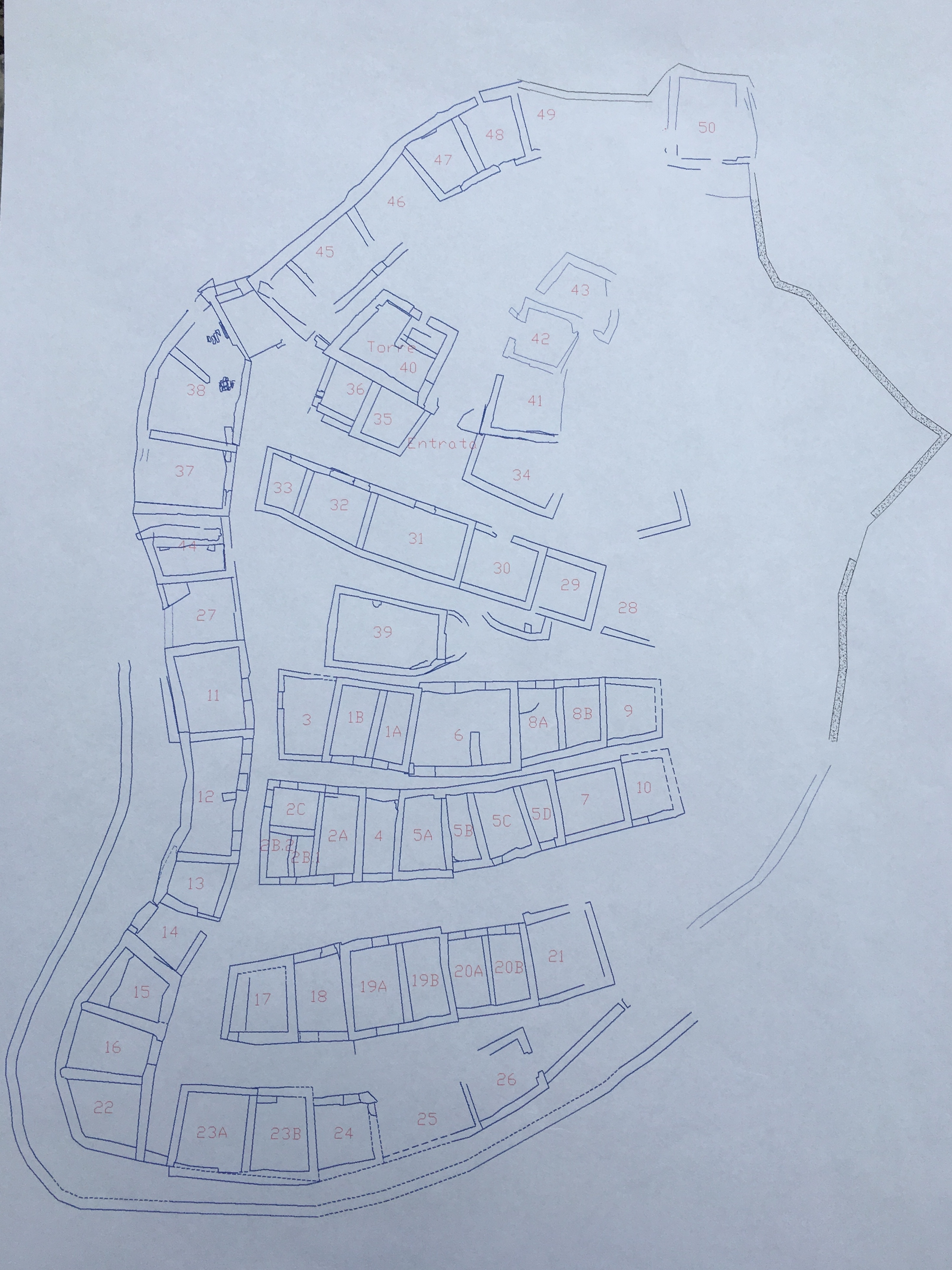

Il sito archeologico presenta le tracce e la struttura di un abitato medioevale. Vi sono tracce dell'esistenza dell'abitato dal Neolitico (dal 5400 al 3400 a.C.) e attivo durante l'Età del Rame (dal 3400 al 2200 a.C.), la successiva Età del Bronzo (dal 2200 al 900 a.C.) e soprattutto l'Età del Ferro (dal 900 a.C. all'arrivo dei Romani); vi sono invece pochi ritrovamenti di epoca romana.

## Scavi archeologici
Il primo a identificare il sito e rilevarne l'importanza è lo storico Alfio Martinelli che nel 1988 avvia delle sue personali ricerche; nel 1991 vengono avviati degli scavi su concessione del Consiglio di Stato del Cantone Ticino. Nel 2000 viene avviata una serie di nuovi scavi promossi dall'Associazione Ricerche Archeologiche del Mendrisiotto (ARAM) costituita nel 1999 proprio per valorizzare il sito e capace negli anni di coinvolgere studiosi, volontari e centri di ricerca come il Centro di formazione professionale della Società Svizzera Impresari Costruttori (SSIC) coinvolto a partire dal 2002. Il parco archeologico viene inaugurato a settembre 2016.

## Servizi
Il parco si raggiunge a piedi da Tremona da cui dista circa 15 minuti percorrendo un sentiero.